# Discordipinna griessingeri
Discordipinna griessingeri és una espècie de peix de la família dels gòbids i de l'ordre dels perciformes.

## Morfologia
- Els mascles poden assolir 3 cm de longitud total.[3][4]

## Hàbitat
És un peix marí, de clima tropical (23 °C-27 °C) i associat als esculls de corall que viu entre 2-30 m de fondària.

## Distribució geogràfica
Es troba des del Mar Roig fins a les Illes Marqueses i les Illes Gambier.

## Costums
És bentònic.

## Observacions
És inofensiu per als humans.